# Turbinicarpus alonsoi
Turbinicarpus alonsoi Glass & S.Arias, 1996 è una pianta succulenta della famiglia delle Cactacee endemica del Messico centrale.

## Descrizione
Specie di piccole dimensioni, dalla forma globulare, con spine sottili, flessibili e che non pungono. Le cellule epiteliali delle spine risultano molto grandi (45 μm nell'asse maggiore) e sono presenti 1 o 2 strati di cellule subepiteliali distintivi. Si tratta di una pianta eudicotiledone geofita.

## Distribuzione e habitat
La specie è endemica dello stato di Guanajuato, nella specifico della zona intorno a Xichú a circa 1 900 m di altitudine.
La popolazione stimata si aggira intorno ai 5 000 esemplari, risulta fortemente frammentata e in declino.
Cresce nella macchia semi desertica su pendii rocciosi calcarei scoscesi.

## Conservazione
La specie è inserita nella Lista Rossa della IUCN come specie a rischio critico di estinzione (Critically Endangered). In base agli ultimi dati disponibili (2013) la specie è presente in un'area di circa 9 km² a causa della raccolta illegale per scopi ornamentali che ha portato a una riduzione della popolazione intorno al 50%.
Dato lo stato di conservazione la specie è inclusa nell'allegato I della Convenzione di Washington sul commercio internazionale delle specie di fauna e flora selvatiche minacciate di estinzione (CITES) e nell'allegato A del Regolamento (UE) 2023/966 della Commissione del 15 maggio 2023 sul commercio internazionale delle specie di flora e di fauna selvatiche minacciate di estinzione.